# Eriachne triodioides
Eriachne triodioides är en gräsart som beskrevs av Karel Domin. Eriachne triodioides ingår i släktet Eriachne och familjen gräs. Inga underarter finns listade i Catalogue of Life.